# L'Enfant bleu (association)
Pour les articles homonymes, voir L'Enfant bleu.
 (janvier 2019).
L’Enfant bleu est une association française d'intérêt général à caractère social, créée en 1989 par Lorène Russell. Elle apporte un soutien psychologique et juridique aux enfants, adolescents et adultes victimes de maltraitance durant l'enfance. Elle mène également des actions de prévention dans les établissements scolaires chaque année[source insuffisante].
En 2010, l'association a reçu, dans le cadre de l'Institut de France, le prix Édouard-Bonnefous et le grand prix de la fondation Édouard-Bonnefous pour l'ensemble de son action.

## Création et historique
L’Enfant bleu – Enfance maltraitée est une association loi de 1901 fondée en 1989 par Lorène Russell, militante humaniste pour les droits de l'enfance et auteur, elle-même enfant maltraitée. L’association fondatrice, dont le siège est à Issy-les-Moulineaux, est présidée par Isabelle Debré.
Il existe également quatre antennes régionales de l'association. Créées en régions, elles permettent d’aider les enfants maltraités résidant hors de la région Île-de-France[source secondaire souhaitée].
Me Yves Crespin, avocat au barreau de Paris, est l’un des fondateurs de l’association[source secondaire souhaitée]. Il a été partie civile pour l'Enfant Bleu dans de nombreux procès et était fréquemment reçu sur les plateaux de télévision.
Les marraines et parrains de l'association sont les comédiens Valérie Karsenti, Frédéric Bouraly, et Alix Poisson, l'animatrice Julie Andrieu et le journaliste sportif Mohamed Bouhafsi[source secondaire souhaitée].

## Missions: #aidons les victimes
- L'association l'Enfant bleu propose une prise en charge psychologique aux victimes de maltraitance physique, sexuelle ou psychologique ou aux victimes de négligences. Elle le fait grâce à des thérapies individuelles, des groupes de parole pour les adultes victimes dans leur enfance.
- Elle apporte aussi des conseils juridiques[3][source insuffisante] et peut transmettre des signalements ou des informations préoccupantes aux instances compétentes lorsque c'est nécessaire.
- L'Enfant bleu mène également des actions de prévention dans les établissements scolaires.
- L'association intervient auprès des institutions et se constitue partie civile[4][source insuffisante],[5][source insuffisante] dans certains procès, où des dysfonctionnements sont constatés, afin de prendre part à l'amélioration du système de protection de l'enfance[6][source insuffisante].